# 維拉里奇 (伊利諾伊州)
維拉里奇（英語：Villa Ridge）是位於美國伊利諾伊州普瓦斯基縣的一個非建制地區。該地的面積和人口皆未知。

## 地理
維拉里奇的座標為37°09′31″N 89°11′41″W / 37.15861°N 89.19472°W，而該地的平均海拔高度為118米（即387英尺）。